# Criollo (race bovine)
Pour les articles homonymes, voir Criollo (homonymie).

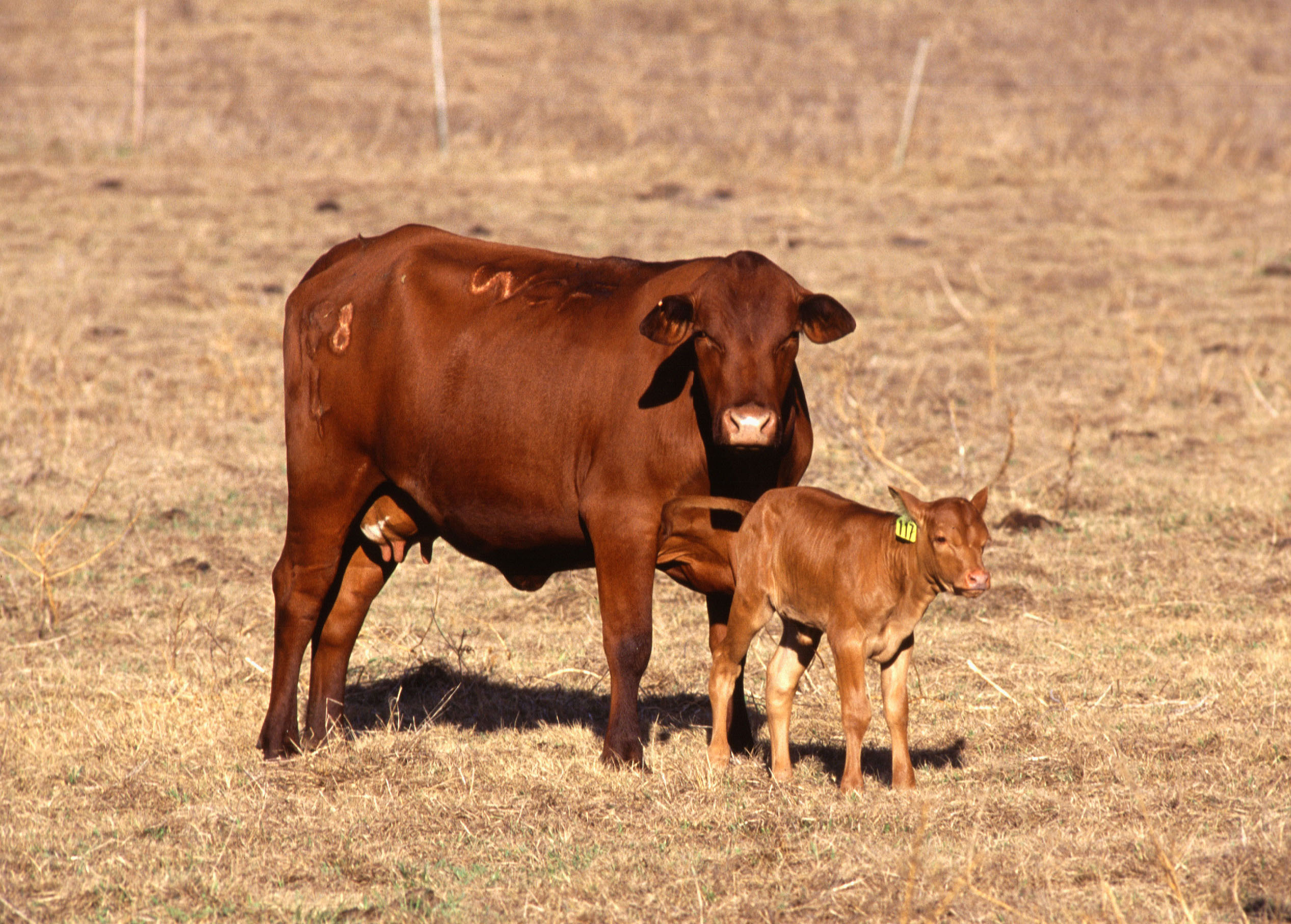
Une vache romosinuano avec son veau en Colombie.

 Criollo est un ensemble de races bovines originaires de la péninsule ibérique, élevées en Amérique.

## Aptitudes
Ce sont des animaux élevés en zone tropicale et adaptés à une nature hostile par plusieurs siècles de sélection naturelle. Ils correspondent au mot français créole. 
Ils présentent des caractères communs comme la rusticité, la mixité de production. (travail, viande, lait) Ces avantages en font des races efficaces en élevage familial, permettant à des familles de travailler leur champ, de le fertiliser avec le fumier, de consommer du lait et du fromage, en ayant un veau à vendre par an.
En élevage de grande taille, les races britanniques et françaises sont plus efficaces en élevage intensif et les races de zébu sont plus rustiques en élevage extensif. C'est la raison de leur régression face à ces autres familles bovines, par croisement d'absorption. Cependant, des efforts privés ou officiels sont déployés pour préserver leur matériel génétique de la disparition, notamment aux États-Unis et en Colombie.

## Races criollo
Aux États-Unis, les races corriente en Floride et texas Longhorn de l'État éponyme sont issues de ce rameau.
En Colombie, on recense les races romosinuano, Costeño con cuernos, bénéficiant d'un élevage subventionné et ayant différencié plusieurs races. 
En Guadeloupe, la créole est de même origine. 